# 好客樂隊
好客樂隊（2003年－）由陳冠宇、郭進財、鍾成達、蕭詩偉、柯智豪五位團員成軍。以客家民謠為骨幹，運用臺灣原住民歌謠、爵士樂、搖滾樂與世界音樂，樂風呈現獨特交織型態。
主唱陳冠宇曾分別獲得2000年及2002年金曲獎最佳製作人和最佳樂團獎，參與胡德夫、雷光夏與絲竹空等知名音樂人專輯錄音混音工作，在團中也擔任主要的詞曲創作任務。郭進財在臺灣樂界被視為最頂尖的嗩吶手之一，搏得「第一支」的美稱。打擊樂手鍾成達來自音樂世家，合併東西方打擊樂器，自行研發世界獨一的專利鼓組「達鼓七代」。陳冠宇、鍾成達與郭進財三人曾是前觀子音樂坑與交工樂隊團員。胡琴手蕭詩偉，使用多把琴加入電子即興彈性 ; 身兼多媒體藝術家/音樂家等多重身分的柯智豪，則以電吉他形塑適合曲境的各種情緒。樂團唯一的女性團員，為公共電視資深記者李慧宜，主要投入歌詞創作與藝術行政。樂隊成軍後，表現出與前交工或觀子音樂坑時代完全不同的聽覺。好客們宣言擴大關注議題，並選擇以輕快明亮的節奏來為農民、勞工等弱勢發聲。
2006年底，主唱陳冠宇召集導演、攝影師、音樂家與民謠歌者等好友，與原好客合組「愛吃飯創作合作社」。其中創作「夢(o lmed)」，奪得臺灣原創母語音樂大賽第二名的Ilid Kaolo/劉靖怡，融合原住民的好嗓音與好客同玩共演 。

## 成員
- 陳冠宇（冠宇）主唱、Bass手、木吉他
- 郭進財（「第一支」） 嗩吶手
- 鍾成達（阿達） 打擊樂手
- 蕭詩偉（蕭仔）胡琴手
- 柯智豪（小豪）吉他手
- 李慧宜（慧宜）歌詞創作、藝術行政（2006年離團）
- 以莉·高露（小美） 「愛吃飯創作合作社」（页面存档备份，存于）－雙主唱

## 獲獎與重要活動
- 2003年受邀亞太國際傳統藝術節演出
- 2004年受邀桃園國際歌謠節
- 2005年《好客戲》全國巡演，海洋音樂季和野臺開唱演出
- 2005年12月《好客戲》獲臺灣最具影響力的英文報紙TAIPEI TIMES選為年度十大最佳專輯（页面存档备份，存于）
- 2006年6月《好客戲》第17屆金曲獎四項提名，奪得【最佳客語流行音樂演唱專輯獎】
- 2007年1月受邀前往法國坎城【MIDEM國際唱片大展[永久]】做現場演出
- 2009年5月《愛吃飯》第九屆華語音樂傳媒大獎（页面存档备份，存于），獲提名【最佳民謠藝人】
- 2009年6月《愛吃飯》第20屆金曲獎最佳客語專輯及最佳樂團兩項提名，奪得【最佳客語流行音樂演唱專輯獎】

## 相關出版專輯
觀子音樂坑時期
- 《過庄尋聊》（1997年）
- 《游盪美麗島》（1998年）

交工樂隊時期
- 《我等就來唱山歌》（1999年）
- 《菊花夜行軍》（2001年）

好客樂隊
- 《桃花開》2003年獨立發行
- 《蘆葦的聲音》2005年由荒島音樂/五四三音樂站發行
- 《好客戲》2005年由角頭音樂發行
- 《炸神明》2006年由荒島音樂/五四三音樂站發行紀錄片音樂
- 《愛吃飯》2008年由風潮音樂發行/「愛吃飯創作合作社」

| 專輯名稱   | 曲目資訊 |
| ---------- | --- |
| 桃花開     | 發行日期: 2003年EP(臺灣) - 01.桃花開 - 02.七朝歌 - 03.野上野下 |
| 蘆葦的聲音 | 發行日期: 2005年EP(臺灣) - 01.紅公雞 - 02.一隻鳥仔 - 03.團圓 |
| 好客戲     | 發行日期: 2005年(臺灣) - 01.彈唱 - 02.七朝歌 - 03.惜緣 - 04.心光 - 05.大團圓 - 06.窮苦人 - 07.叫我唱的歌 - 08.嘎啷啷之戀 - 09.桃花開 - 10.好客戲                                                      |
| 炸神明     | 發行日期: 2006年(臺灣) - 01.遠遠看著你(之一) - 02.騷動之城 - 03.炸神明 - 04.起駕 - 05.Naked Live - 06.身圖騰 (之一) - 07.Naked Beat - 08.雨夜 - 09.身圖騰(之二) - 10.燃燒的空氣 - 11.遠遠看著你(之一) |
| 愛吃飯     | 發行日期: 2008年11月(臺灣) - 01.晴時多雲 - 02.如果我 - 03.焚風(演奏曲) - 04.風 - 05.自由飛 - 06.暈船 - 07.踩下去 - 08.萬安晚安 - 09.晴時多雲(演奏曲) - 10.驟雨之後(演奏曲)                            |

## 外部連結
- 愛吃飯